# Riley (Indiana)
Pour les articles homonymes, voir Riley.
Riley est une municipalité américaine située dans le comté de Vigo en Indiana.
Lors du recensement de 2010, sa population est de 221 habitants. La municipalité s'étend sur 0,09 mille carré (0,23 km2).
La localité est fondée sous le nom de Lockport (« le port de l'écluse » en français) lors de la construction du canal de l'Érié et la Wabash,. Elle est renommée Riley en 1913 ; c'était alors le nom de son township.